# Liste der Kulturdenkmäler auf dem Hauptfriedhof Frankfurt (Gewann A–B)

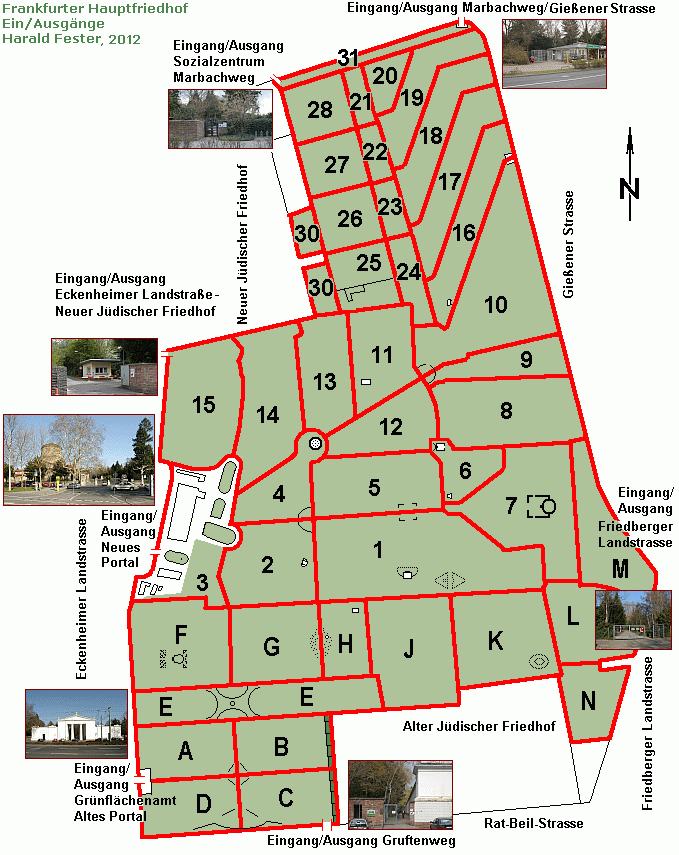
Frankfurter Hauptfriedhof, Plan der Ein- und Ausgänge

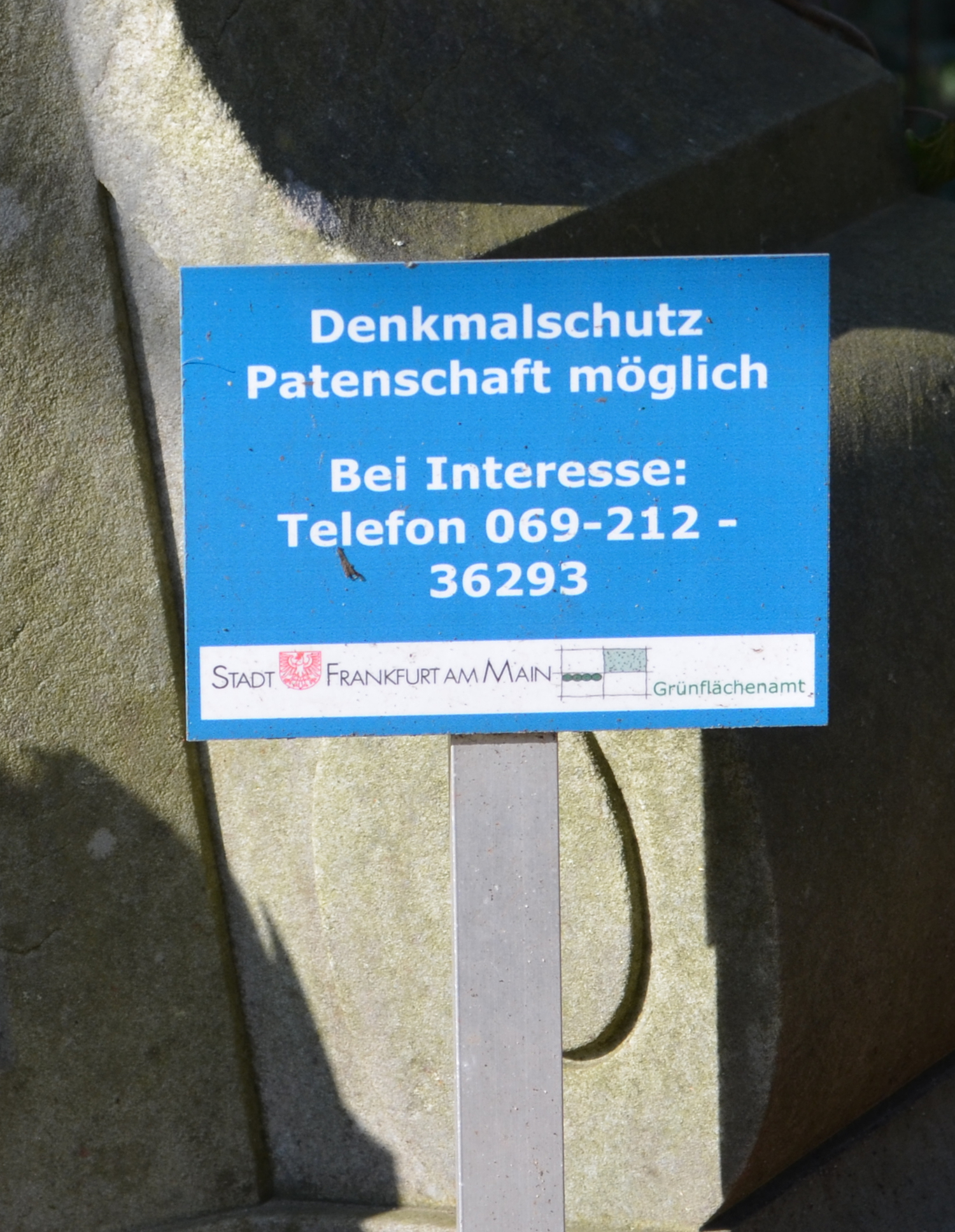
Schild Denkmalschutz

Diese Liste ist eine Teilliste der Liste der Kulturdenkmäler auf dem Hauptfriedhof Frankfurt; sie stellt die Kulturdenkmäler der Gewanne A und B vor.

## Gewann A
| Bild | Gewann    | Name(n)                       | Jahr                                                  | Steinmetz | Beschreibung |
| ---- | --------- | ----------------------------- | ----------------------------------------------------- | --- | --- |
|      | A 4       | Lindheimer                    | 1878, 1890                                            | A. Schappel | Abgebrochene weiße Marmorsäule auf einem Postament aus belgischem Granit und rotem Sandsteinsockel. Daneben eine velierte Urne aus rotem Sandstein auf einem weißen Marmorpostament. |
|      | A 9-10    | Jay – Mumm von Schwarzenstein | 1868, 1870, 1882, 1913 (Jay), 1886, 1904, 1917 (Mumm) | J.H. Grünewald (1882), F. Hofmeister (1886, 1904, 1913, 1917) | Die Grabanlage Jay besteht aus 4, Mumm von Schwarzenstein aus 3 weißen Marmorkreuzen. |
|      | A 20-21   | Schmöle                       | 1895                                                  | F. Hofmeister | Pfeiler aus Syenit, darauf eine weiße Marmorurne. Der Untersockel ist rustiziert. |
|      | A 20-21   | Caspari                       | 1844, 1878                                            | F. Hofmeister (1878) | Zwei weiße Marmorkreuze aus belgischem Granit. Das kleinere Kreuz, das Grab von Georg Franz Caspari, hat einen Untersockel aus rotem Sandstein, das andere für Margarethe Caspari einen aus belgischem Granit. |
|      | A 22      | Gerlach                       | 1865                                                  | 0 | Stele aus belgischem Granit auf einem Untersockel aus rotem Sandstein. |
|      | A 25-26   | Mettenheimer                  | 1908                                                  | F. Hofmeister | Serielle Stele aus poliertem Granit, darauf zwei Granitvasen. Das Grabmal ist mit Girlanden aus Bronze verziert. |
|      | A 28-29   | Reichard-Bröll                | 1867                                                  | J.N. Keller | Neogotischer Pfeiler aus rotem Sandstein mit Ecktürmchen, Zinnen und einem Kreuz an der Spitze. |
|      | A 47-48   | Vogel                         | 1887                                                  | F. Hofmeister | Weißes Marmorkreuz mit Verzierungen aus Rosenranken auf einem Postament und Sockel aus Marmor sowie einem Untersockel aus belgischem Granit. |
|      | A 59      | Sprückmann                    | 1848                                                  | A. Sprückmann | Neogotische Sandsteinstele mit Spitzbogen und Blendmaßwerk. |
|      | A 60-61   | Petersen                      | 1921                                                  | F. Hofmeister (Steinmetz), J.L. Hülsen (Medaillon) | Findling aus Quarzit mit einem bronzenen Porträtmedaillon. |
|      | A 81d-c   | Weber                         | 1902                                                  | J.H. Grünewald | Das Grab des Gartenarchitekten Andreas Weber (1832–1901) ist ein Heiligenstock aus poliertem schwarzen Syenit auf einem polygonalen Pfeiler mit Dreiecksgiebel. Unterhalb des Giebels befindet sich ein Bronzerelief mit dem Motiv der Madonna mit Kind im Stil der Florentiner Renaissance.                                                 |
|      | A 84      | Mumm von Schwarzenstein       | 1877, 1890, 1896, 1927                                | J. Hössbacher | Das Familiengrab der Familie Mumm von Schwarzenstein besteht aus vier gleichen Kreuzen aus weißem Marmor. Die Postamente und Sockel bestehen aus belgischem Granit. Links vorne befindet sich das Kreuz für Daniel Heinrich Mumm von Schwarzenstein, rechts daneben das für Christa-Mette Mumm von Schwarzenstein. Dieses ist ein Ehrengrab. |
|      | A 94a     | Knoblauch                     | 1855, 1878 (Kreuze), 1899 Obelisk                     | Sprückmann, F. Hofmeister (Kreuze), F. Hofmeister (Obelisk), H. Petry (Medaillon)                                                                                    | Obelisk aus poliertem schwarzen Granit auf zweigestuften Granitsockel. Auf dem Obelisken befinden sich ein Porträtmedaillon aus Bronze und ein geflügeltes Stundenglas. Das Postament ist mit Palmzweig und Kreuz aus Bronze geschmückt. Hinter dem Obelisken befinden sich zwei weiße Marmorkreuze auf Granitsockeln.                       |
|      | A 98      | Daumer                        | 1893                                                  | J.H. Grünwald | Neogotisches Kreuz aus weißem Marmor auf einem abgeschrägten Postament. In das Postament ist eine Nische eingelassen, die früher verglast war. In ihr befindet sich ein Totenkranz. Die Blüten des Kranzes bestehen aus Bisquitporzellan. |
|      | A 101     | Morgenstern                   | 1844, 1865                                            | H.Ph. Filz (1865) | Das Grab des Künstlers Johann Friedrich Morgenstern (1777–1844) besteht aus zwei gleichen roten Sandsteinkreuzen. Diese stehen auf Sockeln, die ebenfalls aus rotem Sandstein bestehen. |
|      | A 102     | Bockmühl                      | 1882                                                  | F. Hofmeister | Neobarockes Postament aus gelbem Sandstein, darauf eine velierte Urne. |
|      | A 112     | Kilzer                        | um 1837                                               | 0 | Cippus aus rotem Sandstein. Das Kreuz an der Spitze ist abgebrochen. |
|      | A 141     | Riese                         | 1911                                                  | F. Hofmeister | Stele aus poliertem grauen Granit mit einem Dreiecksgiebel. Im Giebelfeld befindet sich ein Kreuz. Die Inschriftenplatte besteht aus poliertem schwarzen Granit. Die Einfassung besteht aus Granitpfosten und gusseisernen Rundstangen. |
|      | A 143     | Keiser                        | um 1838                                               | 0 | Stele mit Satteldach aus grauem geäderten Marmor. Das ursprüngliche Bronzewappen wurde gestohlen. Der Sockel besteht aus Sandstein. |
|      | A 175     | Valentin-Eckhardt             | 1896                                                  | Gebr. Wagner | Serielles hohes neogotisches Kreuz aus Syenit. Das Postament steht auf einem rustizierten Untersockel. Von der Einfassung sind acht Syenitpfosten erhalten. |
|      | A 183     | Henrich                       | 1920                                                  | F. Hofmeister | Ädikula aus Kalkstein. Im Giebelfeld des Dreiecksgiebels befindet sich eine Opferschale. Durch den vertieften Schriftspiegel wird der Eindruck eines Grabeingangs erzeugt. |
|      | A 185-186 | Graubner                      | 1876                                                  | J. Hößbacher | Rote Sandsteinstele mit Dreiecksgiebel. Das ursprünglich auf der Spitze befindliche Kreuz ist abgebrochen. Die seitlichen Pilaster überragen den Giebel. |
|      | A 194     | Wild                          | 1918                                                  | Gebr. Wagner | Das Grab des Ruderers Achilles Wild ist ein Findling mit Porträtmedaillon des Verstorbenen. Daneben ist der Grabstein mit Eichenlaub und dem Wappen der Frankfurter Rudergesellschaft Germania 1869 aus Weißguss geschmückt. |
|      | A 196     | Benner                        | 1891                                                  | S. Holländer | Serielle Stele aus Syenit mit einem Segmentgiebel, flankiert von zwei Voluten. |
|      | A 201     | Sabarly                       | 1884                                                  | Brofft | Stele aus belgischem Granit mit einem Cherub und einem profilierten Ohrenrahmen. Darinnen die Inschriftentafel aus poliertem schwarzen Granit. |
|      | A 204     | Kuchen                        | 1892                                                  | 0 | Weiße Marmorstele mit Segmentgiebel auf dem eine Girlande aus welkem Laub liegt. |
|      | A 210     | Schmidt                       | 1875                                                  | F. Hofmeister | Neogotisches weißes Marmorkreuz auf einem Postament aus belgischem Granit. Das zweigestufte Postament ist mit Zinnen bekrönt. |
|      | A 204a    | Schuler                       | um 1855                                               | 0 | Das Grab des Offiziers Schuler ist ein gelber Sandsteinobelisk mit Wappen, der auf einem Cippus ruht. |
|      | A 211     | Boner                         | um 1839                                               | Rust | Cippus aus rotem Sandstein. |
|      | A 212     | Franck                        | 1841                                                  | Rust | Stele aus rotem Sandstein und Dreiecksgiebeln sowie Eckakroteren. |
|      | A 214     | Heller-Hammeran               | 1847                                                  | C. Ritter | Serielles neogotisches, rotes Sandsteinkreuz auf polygonalem Postament und Sockel. |
|      | A 215     | Koch-Reinhardt                | 1860, 1871, 1912, 1915                                | J. Jößbacher (1912, 1915) | Vier weiße Marmorkreuze auf Marmorpostamenten und Untersockeln aus rotem Sandstein. |
|      | A 224-226 | Voelker                       | 1855, 1892                                            | Spückmann (1855) | Ein neogotisches Sandsteinkreuz mit Sockel und Untersockel sowie ein weißes Marmorkreuz auf Marmorpsotament und Sandsteinuntersockel. |
|      | A 230-231 | Dick                          | 1848, 1856                                            | C. Lenz | Zwei rote Sandsteinkreuze in Lilienform. |
|      | A 235-236 | Böhmer                        | 1865                                                  | M. Tröndle | Das Grab des Historikers Johann Friedrich Böhmer (1795–1863) ist eine Stele aus grauem Marmor. Das ursprüngliche Kreuz an der Spitze ist abgebrochen. |
|      | A 238-239 | Kothe                         | 1843                                                  | Sprückmann | Zwei rote Sandsteinstelen mit einem Kreuz an der Spitze. Die Stelen sind von einem sternförmigen Ornament umzogen. |
|      | A 242     | Bloss                         | 1839                                                  | 0 | Cippus aus rotem Sandstein. |
|      | A 255     | Keller                        | 1911                                                  | Gebr. Wagner | Stele mit Dreiecksgiebel aus poliertem schwarzen Granit und trauernde Frauengestalt aus Galvanobronze. |
|      | A 262     | Stellwag                      | 1847                                                  | E. Schmidt von der Lausitz | Stele mit Satteldach aus rotem Sandstein. Unterhalb des Giebels befinden sich Kehle und Akanthusranken, die sich an den Schmalseiten fortsetzen. |
|      | A 266     | Raab                          | 1912                                                  | F. Hofmeister nach Vorgaben von F. Hausmann von dem auch die Bronzereliefs sind                                                                                      | Stele aus poliertem grauem Granit. In den Stelenschaft ist ein Bronzerelief eingelassen. Es zeigt einen jungen Mann mit Hirtenstab. Die Spitze des Denkmals bildet eine Graniturne, deren Schleier auf der linken Seite herabfällt. |
|      | A 271     | Lautenschläger                | 1881                                                  | F. Hofmeister | Stele unter einem Dreiecksgiebel aus poliertem grauen Granit. Die Einfriedung aus Grusseisen ist mit Pfosten und Rundstangen fast vollständige erhalten. |
|      | A 272     | Reiss                         | 1885                                                  | Gebr. Hergenhahn | Ädikula aus poliertem schwarzen Granit mit freistehenden Säulen, Architrav und einem Dreiecksgiebel. Die korinthischen Kapitelle und die Basen sind aus Bronze. |
|      | A 274     | May                           | 1912                                                  | C. Musch & E. May | Das Familiengrab ist ein dreiteiliges durch kannelierte Säulen gegliedertes Grabdenkmal. Der überhöhte Mittelteil trägt die Inschriftentafel. Auf der Rückseite sind 9 Fächer für Urnen eingelassen. |
|      | A 276-277 | von Neufville-Harvey-Remy     | 1897, 1926, 1911, 1911, 1937                          | Kreuz 1897 Syenitwerk Schönberg Hartmann & von der Heyden, Kreuz 1926 F. Hofmeister, Putto 1911 F. Hofmeister, Pultstein 1911 H. Grünwald, Stele 1937, F. Hofmeister | Grabstätte mit fünf verschiedenen Grabsteinen, umgeben von einer gusseisernen Einfassung. Zwei weiße Marmorkreuze, ein Pultstein auf dem ein Putto kniet, ein Pultstein und eine Stele. |
|      | A 279     | Greb                          | 1889                                                  | F. Hofmeister nach Vorgaben von L. Greb | Ädikula aus gelbem Sandstein mit Dreiecksgiebel und darüber einem Kreuz. Aus rotem Granit sind die Inschriftentafel und die freistehenden Säulen gefertigt. Die Säulen sind mit Bronzeapplikationen dekoriert. Das Postament trägt ein Lorbeerfeston mit fliegenden Bändern.                                                                 |
|      | A 281     | Flersheim                     | 1888, 1892, 1915, 1941                                | F. Hofmeister (1915, 1941) | Vier gotisierende Kreuze aus weißem Marmor auf Postamenten aus gleichem Material. Die Untersockel bestehen aus grauem Granit. |
|      | A 286-290 | Andreae                       | 0                                                     | 0 | Grabstätte mit 11 Grabsteinen, darunter neun Kreuzen, davon: |
|      | A 286     | Andreae                       | 1929                                                  | Hössbacher | Rechteckige Stele aus grauem Kalkstein, der in der Mitte ein Kreuz vorgelegt ist, das die Stele überragt. |
|      | A 287     | Andreae                       | 1908, 1924, 1975                                      | F. Hofmeister (1908) | Drei weiße Marmorkreuze auf Untersockeln aus belgischem Granit. |
|      | A 288     | Andreae                       | 1925                                                  | F. Hofmeister | Rustizierte Granitstele |
|      | A 289-290 | Andreae                       | 1886, 1890, 1908, 1912, 1919                          | F. Hofmeister | Vier kleine und ein großes weißes Marmorkreuz. |
|      | A 300     | Hahn                          | 1906                                                  | 0 | Rechteckige, niedrige Muschelkalkstele, flankiert durch zwei Postamente, die mit Bronzeurnen gekrönt sind. Die Einfassung verfügt über zwei Eckpfosten, die mit den Postamenten über Bronzeketten verbunden sind. |
|      | A 317     | de Neufville                  | 1911                                                  | Wandgrabmal: A. Günther, Ausführung f F. Hofmeister, Gesamtplanung: Hermann Schädel, Grabplatte für Marie Bettina Elise de Neufville: A, Varnesi.                    | Dreiteiliges freistehendes Wandgrabmal aus hellem Sandstein mit überhöhtem Mittelteil. |
|      | A 321-322 | Moos                          | 1906                                                  | C. Rupp | Serielle Figur einer Trauernden aus weißem Marmor, die ein aus Baumstämmen gebildetes Kreuz umfasst. Das Postament ist aus Granit, die Inschriftentafel aus Marmor. |
|      | A 344     | Berninger                     | 1906                                                  | F. Hofmeister | Das Denkmal besteht aus einem sitzenden Engel vor einer kannelierten Säule, auf der eine Urne steht. |
|      | A 348-349 | Heyder                        | 1909                                                  | E. Stadelhofer; Statue sig. Fond. E. Nelli-Roma | Bronzestatue von Asklepios auf einem Felsen aus Quarzit. |
|      | A 351a    | Reinheimer                    | 1919                                                  | E.C. Klucken | Granitstele mit einem Bronzerelief einer Abschiedsszene. |
|      | A 353-354 | Portmann                      | 1907                                                  | Gebr. Wagner | Neogotische Stele aus schwarzem Granit mit einem Dreiecksgiebel und einem Kreuz an der Spitze. Ein Rundbogen durchbricht die Stele. Darin ein Kruzifix aus Bronze. |
|      | A 374     | Hessemer                      | 1907                                                  | Gebr. Wagner | Muschelkalstele mit geschwungenem Bogen. Darauf ein ovales Inschriftenmedaillon, der von einem Blütenfeston umrahmt wird. |
|      | A 404     | Niederhöfer                   | 1906                                                  | F. Hofmeister | Rundbogige Stele aus rotem Granit, gerahmt von einem Lorbeerfeston aus Bronze. Daran befindet sich ein Medaillon mit dem Bild des Verstorbenen. |
|      | A 418     | Ludwig                        | 1906                                                  | S. Holländer | Postament aus poliertem schwarzen Granit, darauf ein stehender Engel aus Galvanobronze. |
|      | A 426     | Petry                         | 1910                                                  | D. Greiner | Monumentales Kolumbarium aus geflammtem roten Sandstein. Das Vordach wird durch zwei Karyatiden getragen, auf dem Dach lagert eine Sphinx. |
|      | A 427-248 | Seitz-Weber                   | 1906                                                  | J.H. Grünewald | Ädikula aus Muschelkalk mit einem kupfernen Walmdach. Auffällig ist ein rundbogiges farbiges Mosaik mit dem Brustbild des Pancreators. |
|      | bei A 581 | Kilzer                        | um 1841                                               | 0 | Cippus aus rotem Sandstein. Das Kreuz an der Spitze ist abgebrochen. |
|      | A 743a    | Riese                         | 1844                                                  | 0 | Stele aus belgischem Granit. Der Giebel ist mit einem Stirnziegel dekoriert. Das Giebelfeld enthält ein stilisiertes vierblättriges Kleeblatt. |
| 0    | A 84/79   | von Langen                    | um 1845                                               | 0 | Neogotisches rotes Sandsteinkreuz auf einem Sockel aus dem gleichen Material. |
|      | A 94/98   | Malß                          | um 1848                                               | 0 | Das Grab des Dichters und Theaterdirektors Carl Malß (1792–1848) ist eine niedrige rote Sandsteinstele mit Eckakroteren. |
|      | A 98/88   | Wirth                         | um 1848                                               | 0 | Das Grab des Mitgliedes der Nationalversammlung Johann Georg August Wirth (1798–1848) ist ein Findling aus Granit. Drei ovale Inschriftentafeln. |

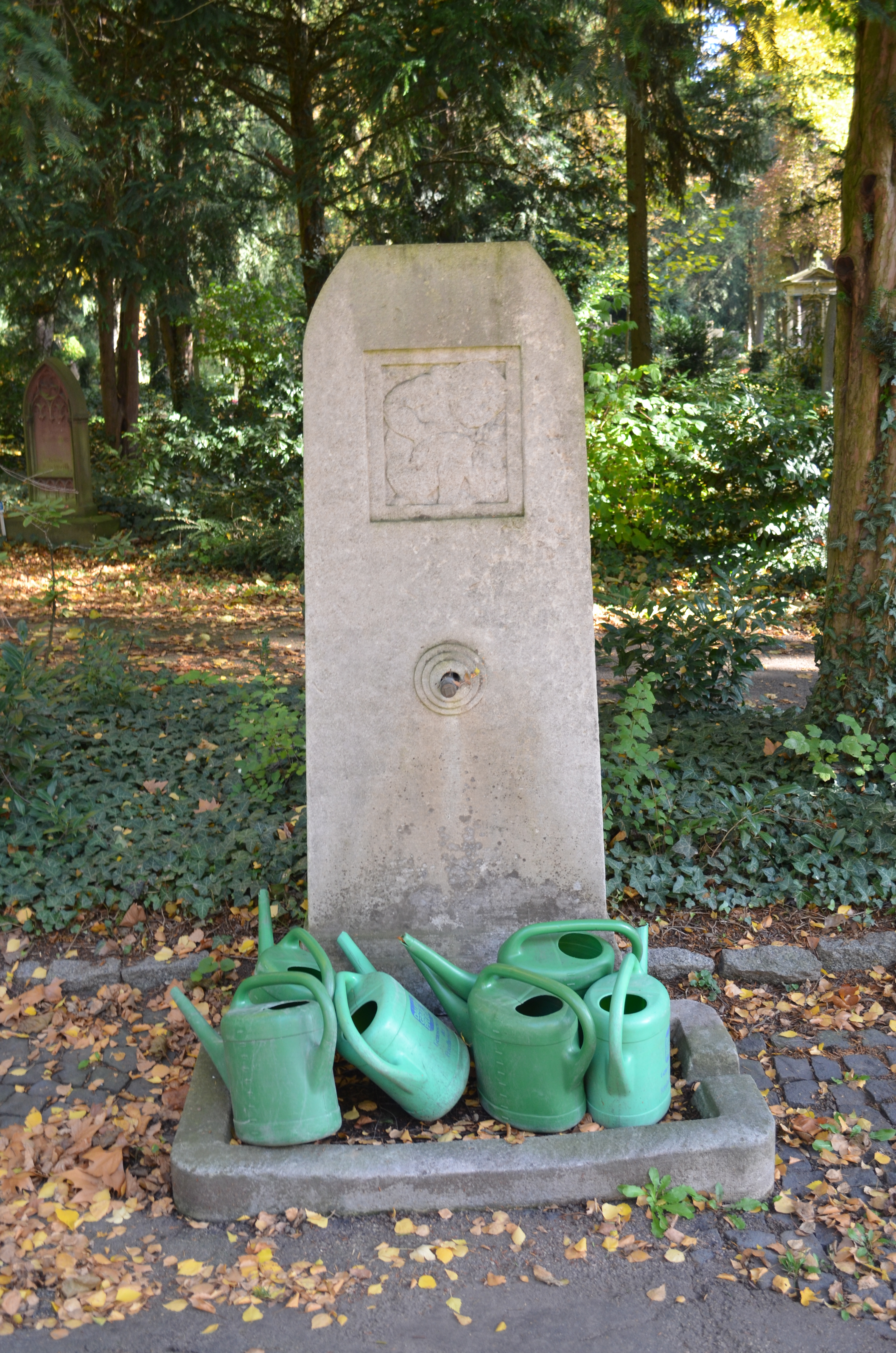
Brunnen bei A 82

Neben den Gräbern steht der Brunnen bei A 82 unter Denkmalschutz. Der Brunnenstock hat die Form eine Stele. Er ist mit einem Flachrelief eines kauernden Putto verziert. Davor befindet sich ein Brunnenbecken. Becken und Stele bestehen aus Muschelkalk.

### A „An der Mauer“
| Bild | Gewann       | Name(n)                                 | Jahr    | Steinmetz     | Beschreibung |
| ---- | ------------ | --------------------------------------- | ------- | ------------- | --- |
|      | adM 227      | Müller                                  | 0       | 0             | |
|      | adM 228      | Berg                                    | 0       | 0             | |
|      | adM 230-231  | Schiller                                | 0       | 0             | |
|      | adM 233      | Warmbrodt-Lüscher-Glöckler-Niederhof    | 0       | 0             | |
|      | adM 242      | Elle                                    | um 1828 | 0             | Inschriftentafel aus grauem Marmor |
|      | adM 253      | Mettenheimer                            | 1899    | F. Hofmeister | Stele aus gelbem Sandstein mit Eckakroteren und Dreiecksgiebel. Die vertiefte Inschriftentafel besteht aus grauem Syenit und täuscht einen Grabeingang vor. |
|      | adM 255      | Zimmermann                              | 0       | 0             | |
|      | adM 257      | Geiler                                  | 0       | 0             | |
|      | adM 259      | Kaufmann-Streng                         | 0       | 0             | |
|      | adM 260-261  | Pfeffel                                 | 0       | 0             | |
|      | adM 265      | Lippert-Zimmermann                      | 0       | 0             | |
|      | adM 269      | Leuchs-Mack                             | 0       | 0             | |
|      | adM 274      | Haeberlin                               | 0       | 0             | |
|      | adM 278      | von Westfalen                           | 0       | 0             | |
|      | adM 278a     | Breul                                   | 0       | 0             | |
|      | adM 285      | Hinrichs                                | 0       | 0             | |
|      | adM 289-289a | Matti                                   | 0       | 0             | |
|      | adM 293a     | Feist-Belmond                           | 0       | 0             | |
|      | adM 298      | Küchler                                 | 0       | 0             | |
|      | adM 307      | Finck                                   | 0       | 0             | |
|      | adM 308      | Lindheimer-Horrmann des Rath’s          | 0       | 0             | |
|      | adM 318      | Behrends                                | 0       | 0             | |
|      | adM 323      | Bruchstück in den Durchgang eingemauert | 0       | 0             | |
|      | adM 325      | Malss                                   | 0       | 0             | |
|      | adM 327-328  | Eyssen                                  | 0       | 0             | |

## Gewann B
| Bild | Gewann     | Name(n)                                                    | Jahr                         | Steinmetz                                       | Beschreibung |
| ---- | ---------- | ---------------------------------------------------------- | ---------------------------- | ----------------------------------------------- | --- |
|      | B 23       | Stricker                                                   | 1892                         | F. Hofmeister                                   | Das Grabdenkmal des Arztes, Schriftstellers und Bibliothekars Wilhelm Stricker (1816–1891) ist ein Obelisk aus Syenit auf rustiziertem Sockel. |
|      | B 28       | Westphal                                                   | 1876                         | W. Benkard                                      | Gelbe Sandsteinstele mit Dreiecksgiebel, Volutenakroteren und Stirnziegel. |
|      | B 30-31    | Rübenach                                                   | 1877                         | 0                                               | Auf einem gelben Sandsteinpostament befindet sich die verwitterte Figur eines knienden Engels aus dem gleichen Material. |
|      | B 40       | Steinbrenck                                                | 1872, 1876, 1920             | 0                                               | Gelbe Sandsteinstele mit profiliertem Segmentbogen. Die Inschriftentafel besteht aus weißem Sandstein. Davor befindet sich eine Sandsteinschriftrolle und eine Urne aus Granit. |
|      | B 42       | Hayward                                                    | 1846                         | E. Schmidt von der Launitz                      | Grabplatte aus belgischem Granit, darunter ein roter Sandsteinsockel. |
|      | B 43       | Denant                                                     | 1846                         | 0                                               | Neogotisches Sandsteinkreuz auf Sockel. |
|      | B 45-46    | Rühl                                                       | 1875                         | T. Brofft                                       | Das Grabdenkmal des Musikdirektors und Gründers des Rühl’schen Gesangsvereins Friedrich Wilhelm Rühl (1817–1874) ist eine Stele aus hellem Sandstein. Darauf befindet sich ein Kalksteinmedaillon mit dem Bild des Verstorbenen. Dies stammt von Rudolf Eckhard                       |
|      | B 47       | Eyssen                                                     | 1860, 1896, 1903, 1908       | A. Schaffner (1860), Hössbacher (1903, 1908)    | Vier gusseiserne Kreuze auf Postamenten und Sockeln aus rotem Sandstein. |
|      | B 48-48a   | Eyssen                                                     | 1876, 1880, 1896             | A. Schappel Wwe. (1876), Hößbacher (1880, 1896) | Drei Kreuze aus weißem Marmor. |
|      | B 49-50    | Grunelius                                                  | 1846, 1851, 1852, 1851, 1912 | F. J. Brofft (1851), Joh. Hößbacher (1912)      | Die Grabsteine der Bankiers und Stifterfamilie besteht aus vier Kreuzen aus belgischem Granit und einem weißen Marmorkreuz. Begraben sind unter anderem Joachim Andreas Grunelius und Moritz Eduard Grunelius                                                                         |
|      | B 53-55    | Mumm von Schwarzenstein                                    | 0                            | 0                                               | |
|      | B 53-55    | Passavant                                                  | 0                            |                                                 | |
|      | B 56       | von St. George                                             | 0                            | 0                                               | |
|      | B 57-60    | de Rouville-Jordan                                         | 0                            | 0                                               | |
|      | B 65       | Schlesicky                                                 | 0                            | 0                                               | |
|      | B 68       | Reinganum                                                  | 0                            | 0                                               | |
|      | B 74       | von Neufville                                              | 0                            | 0                                               | |
|      | B 81       | Blum                                                       | 0                            | 0                                               | |
|      | B 82       | Schrader                                                   | 0                            | 0                                               | |
|      | B 92-93    | von Grunelius                                              | 0                            | 0                                               | |
|      | B 95-97    | von Grunelius – von Bethmann – von Maltzahn                | 0                            | 0                                               | |
|      | B 98       | Hauck                                                      | 0                            | 0                                               | |
|      | B 100      | Soeldner                                                   | 0                            | 0                                               | |
|      | B 108-110  | Lejeune                                                    | 0                            | 0                                               | |
|      | B 115-117  | Verein für Feuerbestattung                                 | 0                            | 0                                               | |
|      | B 128      | Valentin Pfeifer                                           | 1840, 1856, 1896             | Eduard Schmidt von der Launitz, F. Hofmeister   | Pultförmige Sarkophage aus weißem Marmor, Untersockel aus rotem Sandstein. Seit 10/2018 in Patenschaft der Familie M. Pfeifer. Restauriert 2019 (Fa. F. Hofmeister). |
|      | B 133      | Steinbrinck                                                | 0                            | 0                                               | |
|      | B 135-137  | Hofmann                                                    | 1843                         | 0                                               | |
|      | B 141-142  | Katholische Geistlichkeit                                  | 0                            | 0                                               | |
|      | B 141-142  | Katholische Geistlichkeit, Beda Weber                      | 0                            | 0                                               | |
|      | B 141-142  | Katholische Geistlichkeit, Anton Boegner                   | 0                            | 0                                               | |
|      | B 141-142  | Katholische Geistlichkeit, Joseph Aubry                    | 0                            | 0                                               | |
|      | B 141-142  | Katholische Geistlichkeit, Peter Kessel                    | 0                            | 0                                               | |
|      | B 141-142  | Katholische Geistlichkeit, Martin Babé                     | 0                            | 0                                               | |
|      | B 141-142  | Katholische Geistlichkeit, Andreas Niedermeier             | 0                            | 0                                               | |
|      | B 141-142  | Katholische Geistlichkeit, Joseph Hofbauer                 | 0                            | 0                                               | |
|      | B 141-142  | Katholische Geistlichkeit, Philipp Melchior                | 0                            | 0                                               | |
|      | B 141-142  | Katholische Geistlichkeit, Ernst Franz August Münzenberger | 0                            | 0                                               | |
|      | B 141-142  | Katholische Geistlichkeit, Franz Joseph Schlenger          | 0                            | 0                                               | |
|      | B 141-142  | Katholische Geistlichkeit, Peter Josef Karst               | 0                            | 0                                               | |
|      | B 152      | Scharff                                                    | 0                            | 0                                               | |
|      | B 158      | Brofft-Schury                                              | 0                            | 0                                               | |
|      | B 159      | Haak                                                       | 0                            | 0                                               | |
|      | B 162      | Wohack                                                     | 0                            | 0                                               | |
|      | B 165      | Klüber                                                     | 0                            | 0                                               | |
|      | B 177      | Woolbridge                                                 | 0                            | 0                                               | |
|      | B 180      | Schlegel                                                   | 0                            | 0                                               | |
|      | B 182      | Travers                                                    | 0                            | 0                                               | |
|      | B 187-188  | Cullmann-Wiegand                                           | 0                            | 0                                               | |
|      | B 184      | Cartwright                                                 | 0                            | 0                                               | |
|      | B 190      | Roper                                                      | 0                            | 0                                               | |
|      | B 191      | Meinecke                                                   | 0                            | 0                                               | |
|      | B 192      | Gerlach                                                    | 0                            | 0                                               | |
|      | B 194      | Friedrich Wilhelm von Ellrodt                              | 0                            | 0                                               | |
|      | B 196      | Gattinger                                                  | 0                            | 0                                               | |
|      | B 206      | Jacob                                                      | 0                            | 0                                               | |
|      | B 208-209  | Lautenschläger                                             | 1883, 1898, 1907             | F. Hofmeister                                   | Zwei Pfeiler aus poliertem schwarzen Granit und ein Pfeiler aus poliertem Serpentin. Auf zweien befindet sich eine Urne, die Dritte ist verloren gegangen. |
|      | B 252      | Windschmitt                                                | 1907                         | Ch. Rummel                                      | Ädikula aus Muschelkalk mit ornamentiertem Dreiecksgiebel unter einem Kreuz. Ein Rundbogen wird getragen durch gedrehte Säulchen mit romantisierenden Kapitellen. Es umrahmt ein Jesus-Mosaik.                                                                                        |
|      | bei B 257  | Lange                                                      | 1832                         | 0                                               | Das Grabmal ist ein roter Sandsteinpfeiler mit Zinnen. Auf der Vorderseite ist der polnische Adler zu sehen. Der Text der Inschrift lautet: „Ein flüchtender Pole Ludwig Lange Leutnant bei der Artillerie fand hier eine Ruhestätte 29sten Januar 1832“. Siehe auch Novemberaufstand |
|      | B 272      | Jaeger                                                     | 1907                         | Gebr. Wagner                                    | Stele aus Syentit auf geböschtem Sockel. Dieser hat eine vorspringende Konsole für einen Blumenkasten aus Galvanobronze. |
|      | B 273      | Wiesner                                                    | 0                            | 0                                               | |
|      | B 274      | Rötting                                                    | 0                            | 0                                               | |
|      | B 280      | Daniel                                                     | 0                            | 0                                               | |
|      | B 282      | Schulheis                                                  | 0                            | 0                                               | |
|      | B 294      | Jessen                                                     | 0                            | 0                                               | |
|      | B 297      | Schiffermüller                                             | 0                            | 0                                               | |
|      | B 313      | Lainer                                                     | 0                            | 0                                               | |
|      | B 317      | Biel                                                       | 0                            | 0                                               | |
|      | B 360      | Foesser                                                    | 0                            | 0                                               | |
|      | B 385-385a | Schwill                                                    | 0                            | 0                                               | |
|      | B 380      | Bonacina                                                   | 0                            | 0                                               | |

### B „An der Mauer“
| Bild | Gewann  | Name(n)            | Jahr | Steinmetz | Beschreibung |
| ---- | ------- | ------------------ | ---- | --------- | ------------ |
|      | adM 329 | Finger             | 0    | 0         |              |
|      | adM 330 | Scharff            | 0    | 0         |              |
|      | adM 343 | Tausent-Rullmann   | 0    | 0         |              |
|      | adM 344 | Fries              | 0    | 0         |              |
|      | adM 355 | Vogt-Brentano      | 0    | 0         |              |
|      | adM 356 | Schwendel-Brentano | 0    | 0         |              |
|      | adM 361 | von Bethmann       | 0    | 0         |              |
|      | adM 379 | Bernard-Müller     | 0    | 0         |              |
|      | adM 382 | Nortz              | 0    | 0         |              |
|      | adM 391 | Wagner             | 0    | 0         |              |
|      | adM 394 | Haag               | 0    | 0         |              |
|      | adM 400 | Bethmann-Hollweg   | 0    | 0         |              |